# Eupyrrhoglossum
Eupyrrhoglossum ist eine Gattung der Schmetterlinge aus der Familie der Schwärmer (Sphingidae).

## Merkmale
Die kleinen Falter haben Ähnlichkeit mit denen der Gattung Aellopos. Ihr Körper ist verhältnismäßig groß, die Flügel sind dunkelbraun, wobei die Vorderflügel vereinzelt gefleckt sind. Die Hinterflügel tragen einen breiten, goldfarbenen Streifen. Anders als bei der Gattung Aellopos findet sich bei den Tieren auf dem Hinterleib kein silberfarbener Streifen.

## Vorkommen und Lebensweise
Die Gattung tritt von der Karibik bis in den Süden Brasiliens auf. Lange Zeit war die Gattung aus Nordamerika unbekannt, bis zwei reproduzierende Populationen von Eupyrrhoglossum sagra im Süden Floridas entdeckt wurden. Die Imagines sind tagaktiv und eifrige Blütenbesucher.

## Systematik
Weltweit sind drei Arten der Gattung bekannt:
- Eupyrrhoglossum corvus (Boisduval, 1870)
- Eupyrrhoglossum sagra (Poey, 1832)
- Eupyrrhoglossum venustum Rothschild & Jordan, 1910

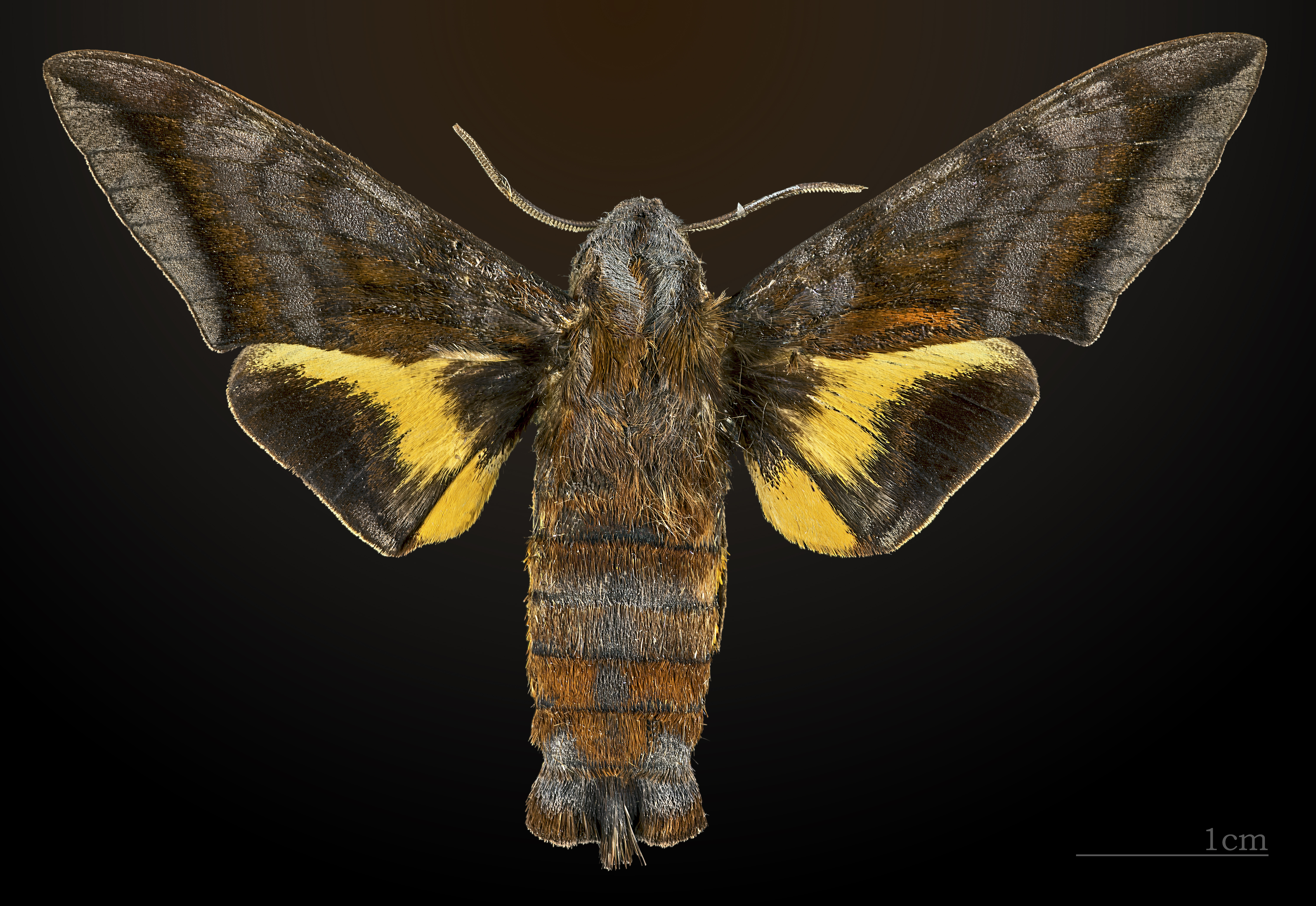
Eupyrrhoglossum corvus
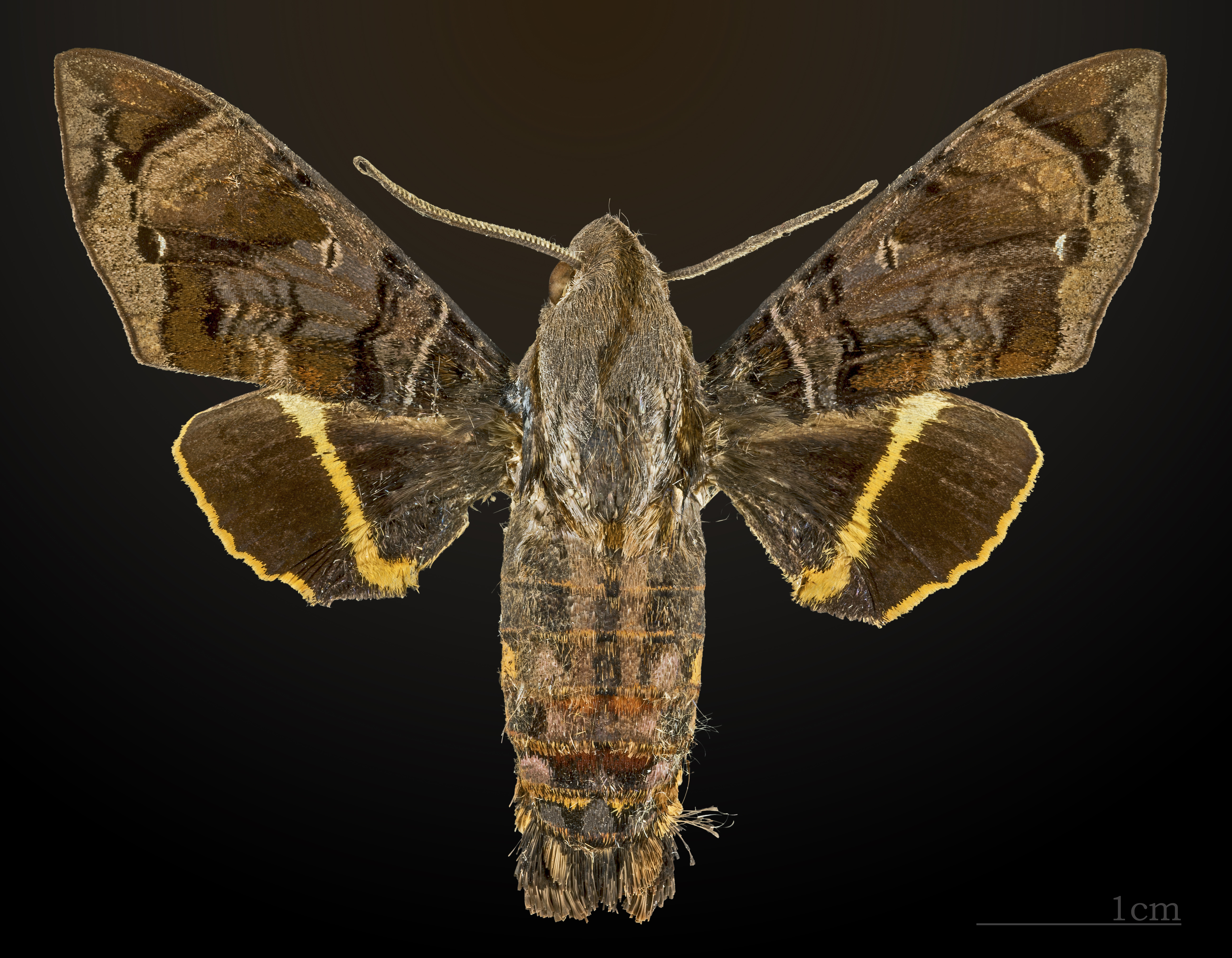
Eupyrrhoglossum sagra
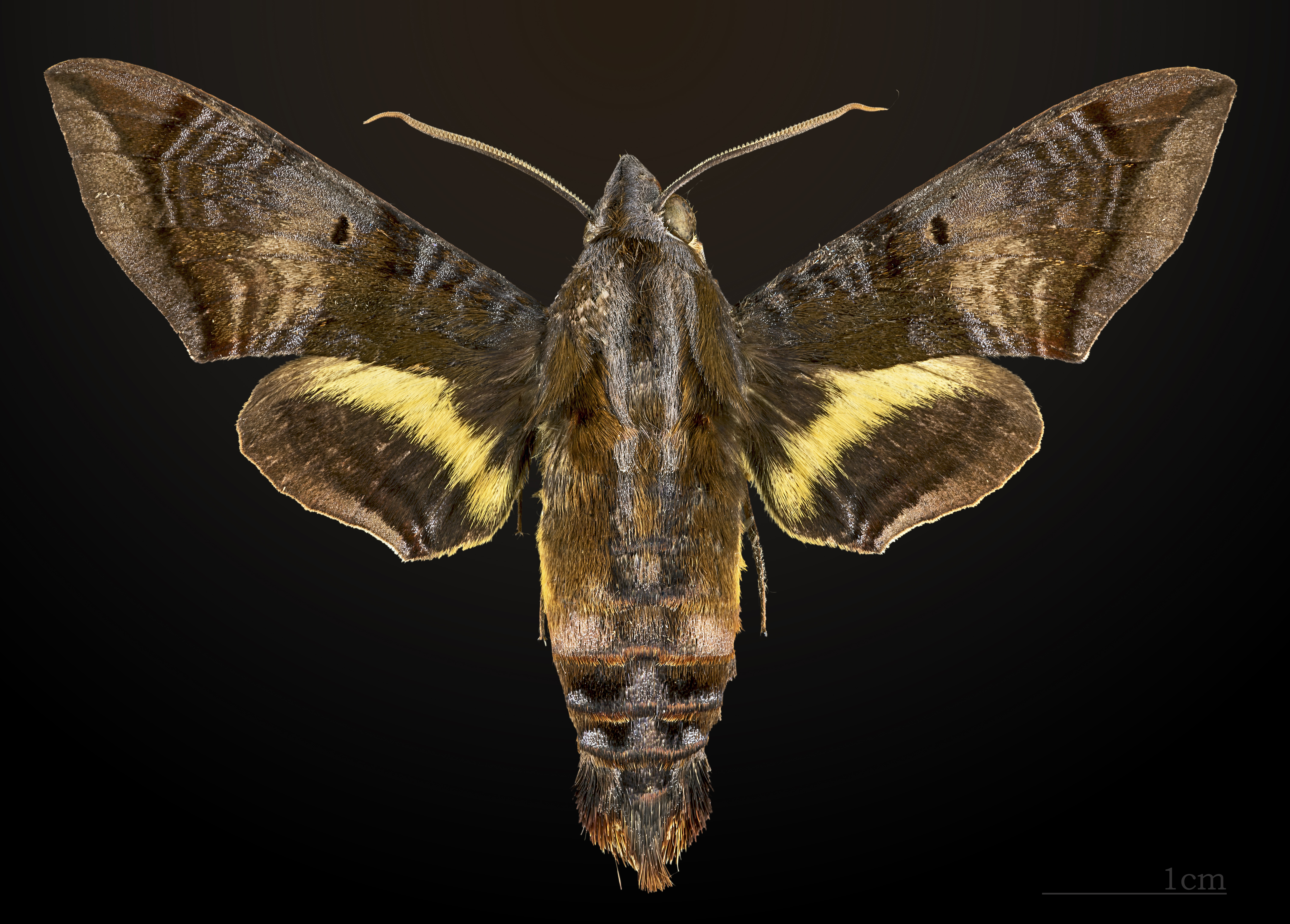
Eupyrrhoglossum venustum